# Plataforma (informática)

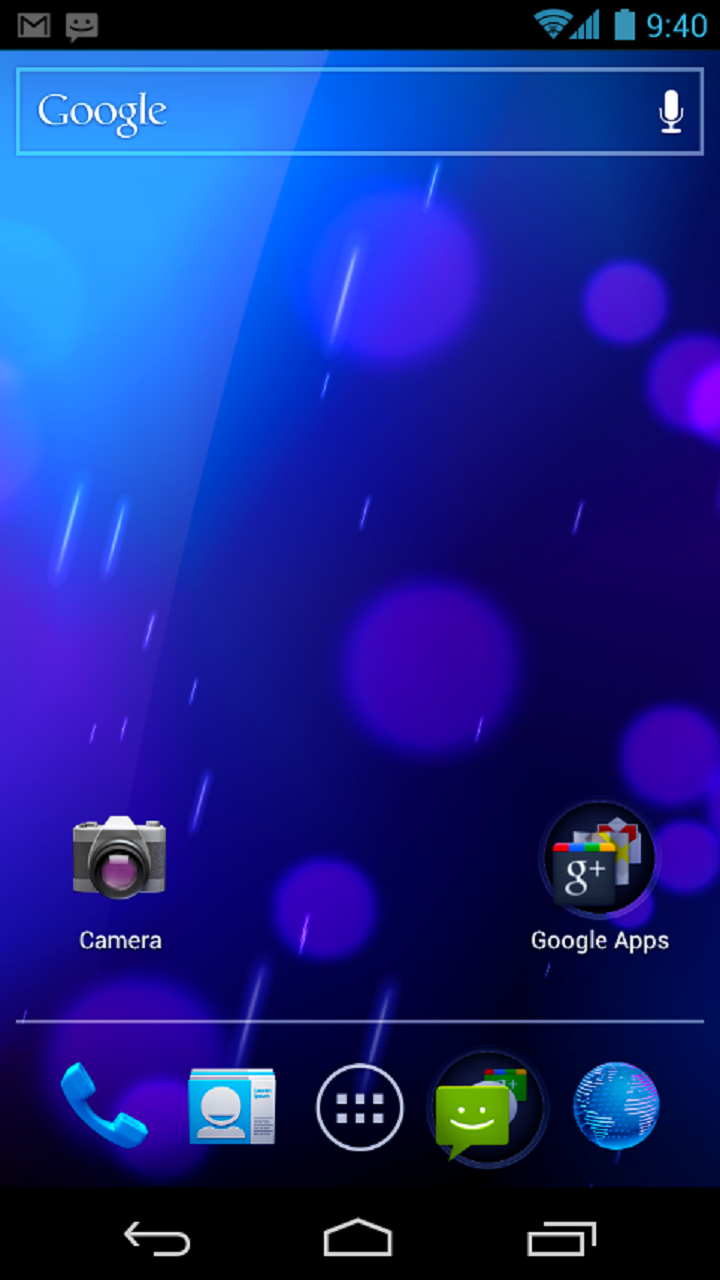
Android 4.0 en el teléfono inteligente Galaxy Nexus.

En informática, plataforma (a veces también denominada plataforma digital o plataforma informática o plataforma computacional) es un sistema que sirve como base para hacer funcionar determinados módulos de hardware o de software con los que es compatible. Dicho sistema está definido por un estándar alrededor del cual se determina una arquitectura de hardware y una plataforma de software, incluyendo entornos de aplicaciones. Al definir plataformas se establecen los tipos compatibles de arquitectura, sistema operativo, lenguaje de programación o interfaz de usuario.
Ejemplos de plataformas son IBM-PC, que incluye las arquitecturas I386 (x86), IA64 o AMD64 (x86-64); Macintosh, que incluye la arquitectura Gecko y PowerPC; y SPARC. Existen programas multiplataforma que permiten ejecutarse en diversas plataformas. También existen emuladores, que son programas que permiten ejecutar desde una plataforma programas de otra emulando su funcionamiento, como por ejemplo UAE, que emula el hardware  VICE, un emulador de los legendarios Commodore 8 bits de mitad de los 80..

## Plataforma cruzada
El término plataforma cruzada se refiere a la capacidad de un software o hardware para correr de modo idéntico sobre plataformas diferentes. Muchas aplicaciones de Windows y Macintosh, por ejemplo, ahora producen archivos compatibles en lo binario, lo que permite a los usuarios cambiar de una plataforma a otra sin convertir sus datos a un nuevo formato.
La informática de plataforma cruzada se hace cada vez más importante a medida que las redes de área local se perfeccionan en la integración de las máquinas de diferentes plataformas. Por ejemplo, el ambiente de programación de plataforma cruzada permite a un programador desarrollar programas para muchas plataformas simultáneamente. 
En informática una plataforma es, en pocas palabras (y siendo muy liberales), determinado software y/o hardware con el cual una aplicación es compatible y permite ejecutarla.
Una plataforma es, por ejemplo, un sistema operativo, un gran software que sirve como base para ejecutar determinadas aplicaciones compatibles con este. También son plataformas la arquitectura de hardware, los lenguajes de programación y sus librerías en tiempo de ejecución, las consolas de videojuegos, etc.
Existen programas multiplataforma, que permiten ejecutarse en diversas plataformas. También existen emulador, programas que permiten ejecutar desde una plataforma programas de otra emulando su funcionamiento.